# 松井瑠美子
松井 瑠美子（まつい るみこ、1986年6月28日 - ）は、日本の女優、声優。長野県出身。特技はソフトボール。

## 出演作品

### 映画
- あしたの私のつくり方

### 吹き替え
- あいつはママのボーイフレンド（シロネロス）
- ミッシング -サイキック捜査官- （ジャニス・アンダーソン）

### ドラマCD
- アークエンジェル（篠崎友希）

### ラジオ
- ギンプロのKIN-GIN-DO!!（エフエム世田谷、毎週金曜夜11時 - 放送）
- おかわり。（Voice・Love・Network内番組）

### 舞台
- 四月になれば彼女は（桐島麻子）
- ブルーストッキングの女たち（堀保子）
- ら抜きの殺意（宇藤）